# Annabelle 2: Creation
Annabelle 2: Creation (Annabelle: Creation), noto anche semplicemente come Annabelle 2, è un film del 2017 diretto da David F. Sandberg. Si tratta di un prequel del film Annabelle, e il quarto capitolo cinematografico dell'universo immaginario di The Conjuring.

## Trama
1943. Samuel Mullins produce delle pregiate bambole artigianali. Lui e la moglie Esther hanno una figlia di sette anni, Annabelle, detta Bee. Una mattina, tornando dalla messa domenicale, la famiglia rimane con l'auto in panne. Mentre Samuel tenta di ripararla, un bullone cade al centro della strada, suscitando l'attenzione di Annabelle che, precipitatasi a raccoglierlo, viene investita ed uccisa da un'altra autovettura di passaggio.
Dodici anni dopo, nel 1955, i coniugi Mullins decidono di ospitare alcune giovani orfane rimaste senza dimora dopo la chiusura del loro orfanotrofio, guidate da suor Charlotte, che nel suo passato ha operato nel monastero di Cârţa in Romania. Le ragazze sono Janice, con una disabilità motoria alla gamba, Nancy, Carol, Kate, Tierney e Linda, la migliore amica di Janice e la più piccola del gruppo. Nell'esplorare la casa, Janice trova uno stipite di una porta con incise delle altezze, come se fosse stata la cameretta di un bambino, ma quando tenta di entrare viene fermata dal signor Mullins, il quale la avverte che quella porta deve rimanere chiusa. Alla fine Janice si sistema in una camera piena di bambole non terminate insieme a Linda.
Una notte, Janice viene attirata da qualcuno che lascia dei bigliettini sul pavimento e decide di avventurarsi nella stanza chiusa che scopre essere una cameretta perfettamente allestita per una bambina, con una grande casa delle bambole. All'interno di quest'ultima trova una chiave, che apre un armadio al cui interno è custodita una bambola in porcellana. I tentativi di richiudere il ripostiglio risultano vani e, temendo di essere scoperta dal signor Mullins, Janice esce frettolosamente dalla camera. Da quel momento iniziano a susseguirsi avvenimenti paranormali attraverso i quali Janice capisce che la bambola era il contenitore di uno spirito ora libero, in apparenza quello della figlia deceduta dei Mullins. Janice decide di confessare il peccato commesso a suor Charlotte (consistente nella disubbidienza) e, nel frattempo, anche le altre ragazze iniziano a vivere delle esperienze paranormali: Linda viene presa di mira dalla bambola di porcellana trovata da Janice; Carol e Nancy, mentre giocano a raccontarsi storie paurose durante la notte, vengono attaccate da uno spirito con le sembianze della signora Mullins. Dopo aver origliato una conversazione tra suor Charlotte e la signora Mullins, in cui quest'ultima ha raccontato della morte di sua figlia, Janice si imbatte in una foto che ritrae proprio la piccola Annabelle insieme all'inquietante bambola. Janice decide dunque di tornare nella stanza della bambina e qui incontra uno spirito con le sue sembianze, ma quando le chiede di che cosa abbia bisogno la bambina si rivela per quello che è: un demone che vuole impossessarsi del corpo della bambina. Mentre tenta di scappare dall'entità, la bambina rimane bloccata sul montascale, finché una forza invisibile non la fa precipitare giù dalle scale. Janice riesce a sopravvivere, ma rimane paralizzata sulla sedia a rotelle. Questo fatto mina la fede e le speranze residue della ragazza. Su esortazione di suor Charlotte, le amiche si prodigano per farle riacquistare un po' di forza. Qualche giorno dopo, mentre si trova all'aperto, la sedia di Janice viene afferrata da un'entità con l'aspetto di suor Charlotte, che la spinge violentemente nel fienile, dove Janice viene infine posseduta dallo spirito con le sembianze di Annabelle. Janice, ormai non più lei, se la prende innanzitutto con il signor Mullins, che trova la bambola in sala da pranzo dopo aver parlato con Linda, e gli spezza le dita uccidendolo immediatamente.
Fortemente preoccupata dal cambiamento di Janice, mentre lei sta dormendo sul divano, quella stessa notte Linda, raggiunta poco dopo da suor Charlotte, prende la bambola e la butta in un pozzo lì vicino. Le due, attaccate dall’entità maligna, tornano in casa e trovano la bambola sdraiata sul divano al posto di Janice. La suora si rivolge quindi ad Esther Mullins, moglie di Samuel, costretta a letto a causa delle sue condizioni fisiche e per le quali indossa una maschera di porcellana. La signora Mullins spiega a suor Charlotte che, dopo la perdita della figlioletta, lei e il marito hanno cercato in tutti i modi di entrare in contatto con Annabelle attraverso medium e pratiche religiose poco ortodosse, riuscendoci. Inizialmente il contatto era debole e lo spirito della figlia si manifestava di rado, ma con il passare del tempo lo spirito ha guadagnato forza, anche dopo aver ottenuto dai Mullins il permesso di prendere possesso della bambola. I due coniugi, però, si accorsero che lo spirito non era quello della figlia, ma qualcosa di malefico e pericoloso: così, un giorno, Esther decise di verificare questa possibilità venendo gravemente ferita al volto dalla creatura, motivo per il quale indossa la maschera. I due, resisi conto dell’errore commesso, decisero di chiudere la bambola nell'armadio della camera di Annabelle, benedetto e tappezzato di pagine della Bibbia. Ospitando le ragazze dell'orfanotrofio come forma di redenzione, i Mullins hanno in realtà involontariamente fornito allo spirito la possibilità di liberarsi delle spoglie della bambola per prendere possesso di un nuovo corpo.
Nella casa regna il terrore: la signora Mullins viene uccisa e ritrovata crocifissa al muro della sua stanza, tagliata a metà. Dopo che Janice ferisce anche suor Charlotte, comincia a braccare le altre ragazze, compresa l'amica Linda. Proprio mentre sta per ammazzarla, Suor Charlotte, nel frattempo ripresasi dall’attacco della ragazza posseduta, riesce a rinchiudere la bambola e Janice nell'armadio. Si scatena un terribile poltergeist che manda in cortocircuito tutte le luci della casa, il tutto mentre suor Charlotte e le ragazze si riuniscono. All'arrivo della polizia, l'armadio presenta un buco nella parete: è presente la bambola, mentre Janice sembra svanita nel nulla. La casa verrà in seguito benedetta da padre Massey e la bambola (seppur totalmente liberata da quello spirito maligno) portata via dalle autorità, mentre le ragazze e suor Charlotte se ne vanno.
Successivamente si viene a sapere che Janice è scappata in un altro orfanotrofio ed è stata poi adottata dai coniugi Sharon e Pete Higgins, residenti a Santa Monica. Ai nuovi genitori, che nel frattempo le hanno regalato una bambola di pezza dai capelli rossi (dello stesso modello della vera Annabelle studiata dai veri coniugi Warren), Janice si presenta come Annabelle. Nel 1967, dopo essere scappata di casa per unirsi alla setta satanica "I discepoli dell'ariete", Annabelle/Janice uccide i genitori adottivi insieme al suo compagno, anch'esso appartenente alla setta. Sentite delle urla provenienti dalla casa a fianco, Mia Gordon manda suo marito John a controllare cosa sia successo. È in questo modo che la narrazione si collega al primo film.
Dopo la conclusione del film, in un primo finale a sorpresa, si rivede la bambola di Annabelle che, abbandonata in una stanza buia, muove per un istante il capo. In un secondo finale a sorpresa, nel Monastero di Cârţa in Romania, la suora demoniaca Valak, già riconoscibile per alcuni istanti del film in una vecchia fotografia di suor Charlotte scattata insieme ad alcune suore di clausura, avanza in un corridoio buio. Si ricollega quindi la narrazione anche agli eventi di The Nun - La vocazione del male, avvenuti tre anni prima, nel 1952, lasciando intendere che le presenze demoniache sono in qualche modo accomunate.

## Produzione
Nell'ottobre 2015, è stato confermato che il sequel di Annabelle era in fase di lavorazione. Inoltre, lo sceneggiatore del primo film, Gary Dauberman, ha scritto la sceneggiatura del sequel e Peter Safran e James Wan lo hanno prodotto. La regia è stata affidata a David F. Sandberg, noto per aver diretto l'horror, Lights Out - Terrore nel buio, dopo l'abbandono di John R. Leonetti. Le riprese del film sono iniziate a Los Angeles il 27 giugno 2016 e si sono concluse il 15 agosto dello stesso anno. Benjamin Wallfisch ha composto la colonna sonora del film. Il 31 marzo 2017 la New Line Cinema ha pubblicato il primo poster ufficiale della pellicola, rivelando il titolo originale, Annabelle: Creation, e che sarebbe stato un prequel. Il primo trailer del film è stato invece presentato il 1º aprile 2017.

## Distribuzione

### Divieti
La pellicola è stata distribuita nelle sale cinematografiche statunitensi con la classificazione Rated-"R", cioè vietato ai minori di 17 anni "per orrore di violenza e terrore".
In Italia non hanno stabilito nessuna classificazione di età.
Inizialmente il film sarebbe dovuto uscire nelle sale cinematografiche statunitensi il 19 maggio 2017, ma poi questa è stata posticipata all'11 agosto dello stesso anno per evitare potenziali conflitti con la pellicola Alien: Covenant. L'anteprima internazionale del film si è tenuta nell'ambito del Los Angeles Film Festival il 19 giugno dello stesso anno. Per quanto riguarda l'Italia, è stato proiettato in anteprima nazionale il 20 luglio 2017 al Giffoni Film Festival di Giffoni Valle Piana, e distribuito dal 3 agosto successivo.

## Accoglienza

### Incassi
Complessivamente la pellicola ha incassato 306,5 milioni di dollari, a fronte di un budget di appena 15 milioni, superando addirittura il successo del film precedente.

## Sequel
Il terzo capitolo della saga, Annabelle 3, è uscito nelle sale il 3 luglio 2019 per la regia di Gary Dauberman.